# Ачи (Нижнекамский район)
Ачи́ (тат. Ачы) — село в Нижнекамском районе Республики Татарстан Российской Федерации. Входит в состав муниципального образования Старошешминское сельское поселение.

## География
Деревня расположена на реке Оша, в 55 км к юго-западу от города Нижнекамск.

## История
Село известно с 1710 года.
До 1860-х годов жители относились к категории государственных крестьян. Занимались земледелием, разведением скота.
В начале XX века в Ачи функционировали церковь во имя Сошествия Св. Духа (построена в 1896 году), земская школа, 2 водяные мельницы, 2 бакалейные лавки. В этот период земельный надел сельской общины составлял 1022 десятины. До 1920 года село входило в Старо-Шешминскую волость Чистопольского уезда Казанской губернии. С 1920 года в составе Чистопольского кантона ТАССР. С 10 августа 1930 года в Шереметьевском, с 1 февраля 1963 года в Чистопольском, с 12 января 1965 года в Нижнекамском районах.

## Население
| 1859 | 1897 | 1908 | 1920 | 1926 | 1938 | 1949 | 1958 | 1970 | 1979 | 1989 | 2000 |
| ---- | ---- | ---- | ---- | ---- | ---- | ---- | ---- | ---- | ---- | ---- | ---- |
| 718  | 758  | 794  | 815  | 874  | 817  | 561  | 424  | 335  | 246  | 164  | 145  |

## Экономика
Полеводство, мясо-молочное скотоводство, овцеводство.

## Социальная инфраструктура
Начальная школа, клуб.